# Sierzputy Mlode
Sierzputy Młoda [ɕɛʂˈpuestoɨ ˈmwɔdɛ] es un pueblo en el distrito administrativo de Gmina Łomżun, dentro del Condado de Łomża, Voivodato de Podlaquia, en el norte de Polonia oriental. Se encuentra aproximadamente a 7 kilómetros al oeste de Łomża y a 80 kilómetros al oeste de la capital regional Bialystok.